# Sun studio
SUN Studio  — франчайзинговая сеть, находящаяся под управлением международного холдинга IQDEMY. и основанная на технологии струйной печати отверждения чернил при помощи Уф излучения.

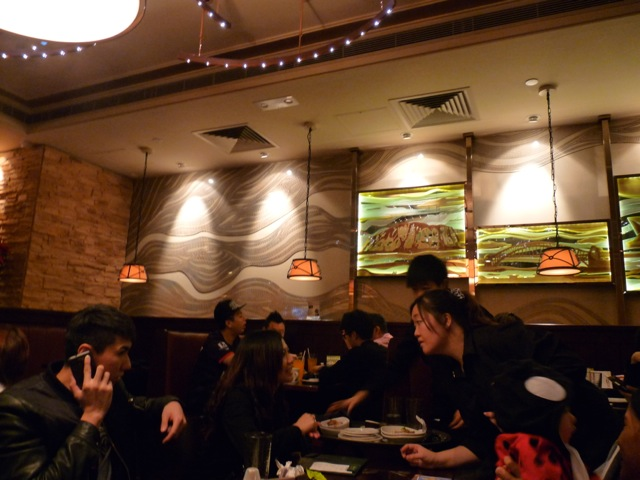
Ресторан Outback Steakhouse в Гонконге

## История
Первая печатная студия под брендом SUN Studio была открыта в 2008 году в г. Новосибирск. В течение нескольких последующих лет произошло открытие ещё нескольких арт-центров SUN принадлежащих головной компании в Москве, Томске и Сочи. Результаты работы арт-центров показали, что услуги нанесения изображений фотографического качества на всевозможные материалы пользуется спросом на рынках B2B и B2C. Для оптимизации бизнес-процессов была выбрана схема дальнейшего развития сети по франшизе.

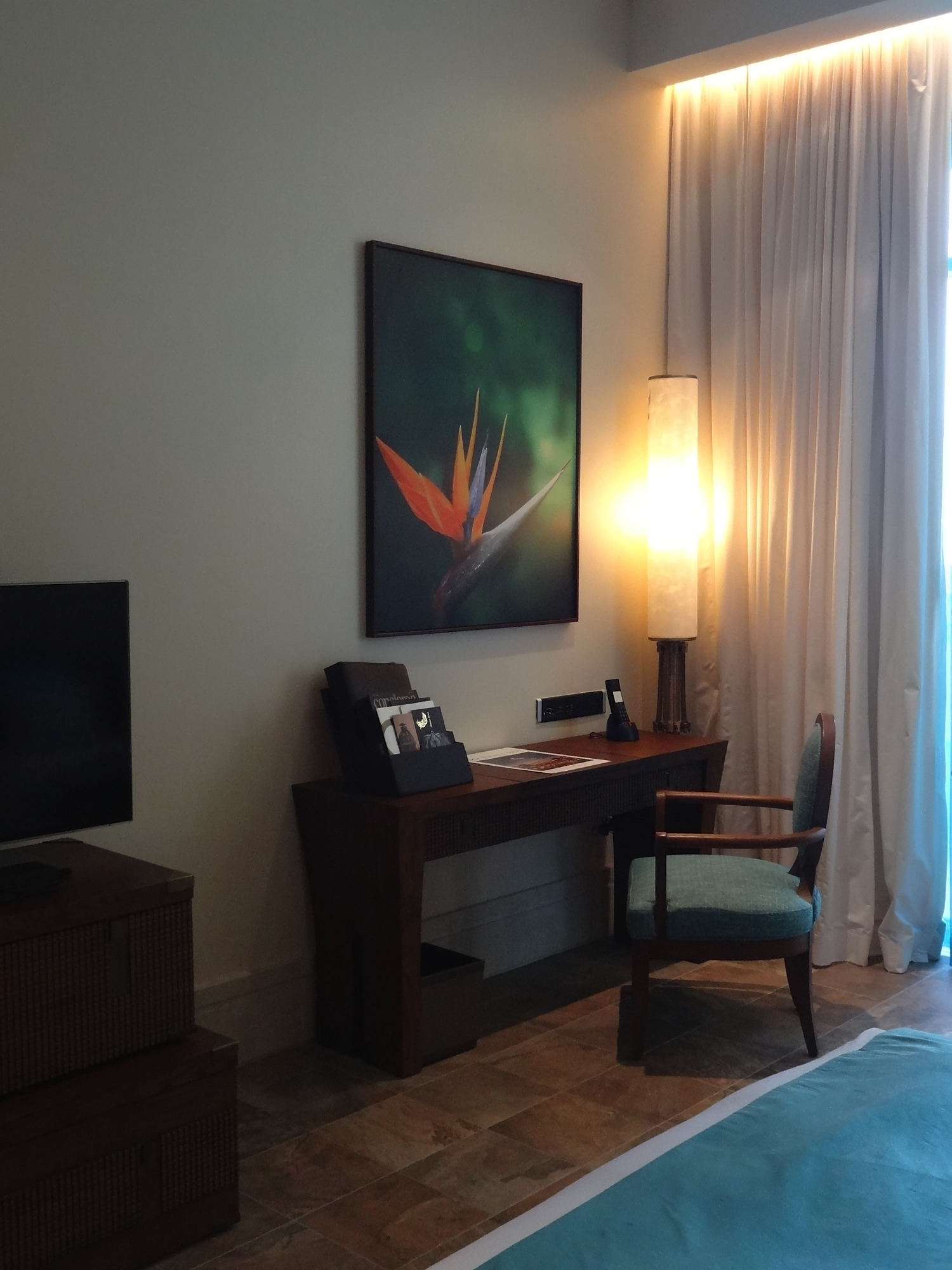
Отель Sofitel Dubai The Palm в ОАЭ

В настоящий момент насчитывает 130 студий открытых в Европе (Париж - Sun Glass France ), Азии (Гонконг - Sun Studio Hong Kong ), Африке (Дубай), Оман и Северной Америке (Нью-Йорк), Индия (Кочин) и другие. Все студии работают на оборудовании IQDEMY.

## Рейтинги
Интернет-издание журнала Forbes Россия, размещал бренд SUN Studio на 21 месте в 2015 году, на 6 месте в 2014 году, на 20 месте в 2013 году.
В 2015 году портал BeBoss.ru включил франшизу SUN Studio в "ТОП-100 франшиз России".
В 2016 году франшиза SUN Studio заняла 5 место в Рейтинге франшиз GOLDEN BRAND.